# Elita Kļaviņa
Elita Kļaviņa (născută Elita Dobulāne; n. 3 noiembrie 1966, Jēkabpils⁠(d), Republica Sovietică Socialistă Letonă, URSS) este o actriță și regizoare de film letonă.

## Biografie
S-a lucrat la 3 noiembrie 1966 în orașul Jēkabpils⁠(d). A absolvit Școala Gimnazială nr. 1 din Jēkabpils (1980) și ulterior Facultatea de Filologie a Universității din Letonia⁠(d) (1990) și a urmat, de asemenea, studii de actorie la Studioul Național al Actorilor de Film din cadrul Studioului Cinematografic din Riga (1990) și studii de regie la Școala Națională de Film a Academiei de Cultură a Letoniei⁠(d) (2018). A lucrat încă din facultate ca jurnalistă: reporter de știri la serviciul de știri al Televiziunii Letone (1988–1990) și redactor și crainic pentru programele de știri „Panorāma”, „Šodiena” și „Nakts ziņas” ale LTV (1991–1992).
A fost angajată în anul 1993 ca actriță la Teatrul Nou din Riga și a jucat în mai multe spectacole teatrale. A obținut două premii Spēlmaņu nakts⁠(d) decernate de Asociația Teatrală din Letonia: premiul pentru cea mai bună actriță letonă de teatru⁠(d) în 2012 pentru rolul Alīde Trū din piesa Muša de Sofi Oksanen și premiul pentru cea mai bună actriță în rol secundar⁠(d) în 2020 pentru rolul Felicita Ertnere⁠(d) din piesa Meklējot Spēlmani, puse ambele în scenă la Teatrul Nou din Riga. Elita Kļaviņa a apărut, de asemenea, în câteva filme. Activitatea ei cinematografică a fost recunoscută prin decernarea premiului Lielais Kristaps⁠(d) pentru „cea mai bună actriță⁠(d)” al Festivalului Național al Filmului Leton pentru interpretarea rolului principal din filmul Rīga. Dublis 1⁠(d) (2017).
Elita Kļaviņa și-a făcut debutul regizoral în anul 2019 cu filmul documentar Zorjana Horobraja⁠(d), pentru care a câștigat premiul Lielais Kristaps pentru „cel mai bun film studențesc”.

## Activitatea teatrală (selecție)
- Antonio Buero Vallejo: În întunericul arzător — Elisa
- Anton Cehov: Trei surori — Olga Prozorova
- Mircea Eliade: Domnișoara Christina — Sanda
- Ilf și Petrov: Douăsprezece scaune
- Jarosław Iwaszkiewicz: Domnișoarele din Wilko — Malgosia
- Yukio Mishima: Madame de Sade⁠(d) — Madame de Montreuil / Renée de Sade
- Sofi Oksanen: Muša — Alīde Trū
- Arthur Schnitzler: La Ronde — soția
- William Shakespeare: Regele Lear — Edgar
- George Bernard Shaw: Casa inimilor sfărâmate — Ellie Dunn
- August Strindberg: Domnișoara Iulia — domnișoara Iulia
- Aleksandr Vampilov: Anecdote provinciale — Marina / Faina
- Oscar Wilde: Portretul lui Dorian Gray — Dorian Gray
- Tennessee Williams: Un tramvai numit dorință — Blanche DuBois

## Filmografie
| An   | Film                        | Rol    | Observații |
| ---- | --------------------------- | ------ | ---------- |
| 1991 | Mērnieku laiki              | Liena  |            |
| 1992 | Līduma dūmos                | Marija | serial TV  |
| 1998 | Tumsas puķe⁠(d)              | Inese  | serial TV  |
| 2001 | Paslēpes                    | Regīna |            |
| 2001 | Pa ceļam aizejot⁠(d)         | Ilga   |            |
| 2006 | Tumšie brieži⁠(d)            | Aija   |            |
| 2007 | Rīgas sargi⁠(d)              | Elza   |            |
| 2009 | Офицеры-2: Все будет хорошо |        | serial TV  |
| 2017 | Rīga. Dublis 1⁠(d)           | Elita  |            |
| 2019 | Zorjana Horobraja⁠(d)        |        | regizoare  |
| 2020 | Aģentūra                    | Helēna |            |